# Гальске, Иоганн
Иоганн Гальске (1814—1890) — немецкий инженер.
Начал работать в Берлине в 1844 г. в собственной мастерской, которой управлял вместе с компаньоном Ф. М. Бётхером. 1 октября 1847 г. вместе с Вернером фон Сименсом основал Telegraphen-Bauanstalt Siemens & Halske.
Гальске в основном занимался проектированием и конструированием электрооборудования, в частности, пресса, который позволил делать бесшовную гуттаперчевую изоляцию проводов; телеграфных аппаратов Морзе и Бодо (телеграфный аппарат Бодо изобретён только в 1872 году) и измерительных приборов.
В 1867 г. он ушел из компании, потому что разошёлся с братьями Сименс во взглядах на политику компании и посвятил себя деятельности в качестве советника Берлинской
городской администрации и учреждению Музея Изобразительного Искусства. С Вернером фон Сименсом они остались друзьями до самой смерти Гальске.